# Brad Buxer
Bradley Buxer, noto anche come Brad Buxer (...), è un tastierista e compositore statunitense, noto per le sue collaborazioni con importanti artisti come Michael Jackson.
Buxer ha lavorato con Jackson sia nelle registrazioni in studio, che nei concerti dal vivo, diventando per alcuni anni il direttore musicale delle sue tournée. Con Jackson ha inoltre composto alcune basi sonore del videogioco Sonic the Hedgehog 3, ma la SEGA decise poi annullare il progetto a causa delle accuse di molestie sessuali verso i minori ricevute dal cantante nel 1993.
Bruxer ha collaborato anche con Stevie Wonder e Smokey Robinson, e come membro della band new wave The Jetzons. Negli anni 2000, si è riunito con l'ex compagno di band nei Jetzons Bruce Connole per formare i Suicide Kings.

## Discografia
| Anno | Album                          | Artista                       | Ruolo                                                                                         |
| ---- | ------------------------------ | ----------------------------- | --------------------------------------------------------------------------------------------- |
| 1984 | Bouncin' off the Walls         | Matthew Wilder                | Sintetizzatori                                                                                |
| 1985 | In Square Circle               | Stevie Wonder                 | Programmazione sintetizzatori                                                                 |
| 1986 | To Be Continued                | The Temptations               | Tastiere, sintetizzatori                                                                      |
| 1986 | Dreaming                       | Amanda McBroom                | Turnista, sintetizzatori                                                                      |
| 1987 | Unfinished Business            | Steve Goodman                 | Programmazione batteria, batteria, sintetizzatori                                             |
| 1987 | One Heartbeat                  | Smokey Robinson               | Programmazione batteria, programmazione, arrangiamenti ritmici, programmazione sintetizzatori |
| 1987 | Kane Roberts                   | Kane Roberts                  | Sintetizzatori                                                                                |
| 1988 | Reflections                    | George Howard                 | Tastiere                                                                                      |
| 1989 | Personal                       | George Howard                 | Ingegnere del suono                                                                           |
| 1989 | Come Play with Me              | Grady Harrell                 | Programmazione                                                                                |
| 1990 | Shut Up and Dance: Dance Mixes | Paula Abdul                   | Tastiere                                                                                      |
| 1990 | Ivory                          | Teena Marie                   | Keyboards, Programmazione                                                                     |
| 1991 | Tangled in Reins               | Steelheart                    | Tastiere                                                                                      |
| 1991 | The Earth Is...                | Air Supply                    | Tastiere, programmazione, strumenti a corda                                                   |
| 1991 | Romance Me                     | Grady Harrell                 | Ingegnere del suono                                                                           |
| 1991 | Mixed Emotions                 | David Peaston                 | Ingegnere del suono, programmazione                                                           |
| 1994 | Sonic the Hedgehog 3           | Michael Jackson Cirocco Jones | Compositore, arrangiatore                                                                     |

## Filmografia
| Anno | Lavoro                                        | Ruolo                         |
| ---- | --------------------------------------------- | ----------------------------- |
| 2001 | Michael Jackson: 30th Anniversary Celebration | Sé stesso; Musica             |
| 2005 | Live in Bucharest: The Dangerous Tour         | Sé stesso; Attore e musicista |
| 2007 | World Music Awards 2006                       | Sé stesso; Direttore musica   |